# Suspensión de doble horquilla

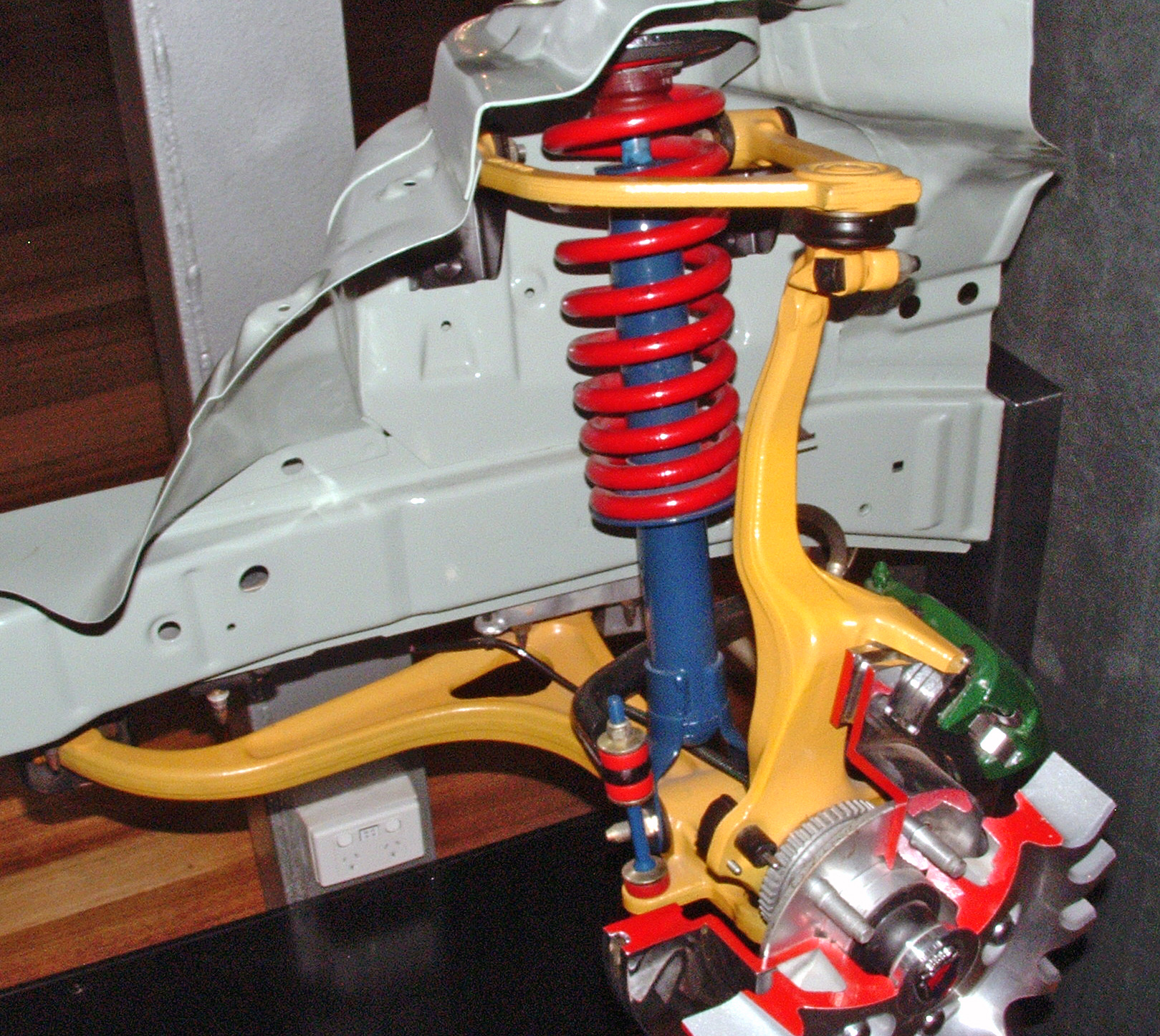
Horquillas y montante pintados de amarillo

En automoción, la suspensión de doble horquilla es un tipo de suspensión independiente que utiliza dos soportes con forma de horquilla (ocasionalmente paralelos) para permitir el movimiento en el plano vertical de una rueda. Cada horquilla o brazo tiene dos puntos de articulación en el chasis del vehículo y un tercero en un montante vertical. Un sistema de amortiguador y muelle helicoidal controla el movimiento vertical del conjunto. Este diseño permite a los ingenieros mecánicos controlar con precisión los desplazamientos en el plano vertical de una rueda, regulando parámetros tales como el ángulo de combado, el ángulo de caída, la convergencia, el lanzamiento, la altura del centro de balanceo, el radio de guiado, el arrastre y otros.

## Descripción

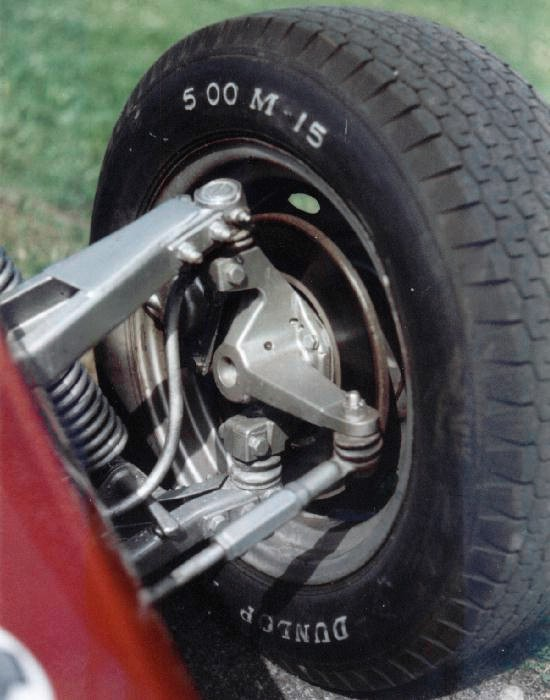
Suspensión de doble horquilla (eje delantero) en un Saab Quantum IV.

La suspensión de doble horquilla también es denominada como de «brazos dobles en A», aunque los brazos pueden tener forma de «A», forma de «L», o incluso ser barras simples. El diseño con una sola horquilla o con un solo brazo en forma de «A» también es usado en varios otros tipos de sistemas, como las diversas variantes existentes de la suspensión MacPherson. El brazo superior es normalmente más corto, para facilitar la caída negativa de las ruedas, y a menudo esta disposición se denomina «suspensión de brazos cortos y largos» (en inglés «short long arms», «SLA»). Cuando el vehículo está cambiando de dirección, el efecto de la fuerza centrífuga se traduce en inclinación de la carrocería, de la que esta disposición se sirve para provocar caída negativa en las ruedas exteriores donde se está produciendo el apoyo y positiva en las interiores, de modo que ambas permanezcan perpendiculares a la carretera.
Entre los extremos exteriores de las dos horquillas se sitúa el montante vertical, que contiene un perno para permitir el movimiento radial horizontal en los diseños más antiguos, o un apoyo de goma o una unión de casquillo y muñón para facilitar el movimiento de giro vertical. En los diseños más modernos, una rótula esférica en cada extremo permite todo tipo de movimientos. Un cojinete sujeto al montante en su centro (o simplemente el eje alojado en una camisa cilíndrica en los diseños más antiguos) sirve de soporte de giro a la rueda. Las rótulas de dirección son componentes esenciales en los sistemas de suspensión, permitiendo el giro adecuado de las ruedas. Un desgaste en estas piezas puede provocar problemas como ruidos al girar o desgaste irregular de los neumáticos, lo que puede afectar la seguridad del vehículo.

Suspensión de doble horquilla en acción (Museo Toyota en Nagoya, Japón)

En los extremos del montante vertical se suelen utilizar rótulas esféricas, en cuyo caso debe añadirse un brazo para controlar el giro de la dirección del vehículo y las horquillas deben adoptar forma de «A» o de «L». 
Las horquillas con forma de «L» generalmente son las preferidas en los vehículos de pasajeros porque permiten un mejor compromiso entre la calidad de conducción y la comodidad. La alineación del cojinete con la rueda puede ser mantenida relativamente rígida, limitando eficazmente el efecto de las cargas de giro y desplazamiento, mientras que las juntas no axiales, más flexibles,  permiten disipar adecuadamente los desplazamientos frontales. En las suspensiones traseras, las horquillas se sustituyen por piezas con dos brazos, que vistas en planta tienen forma de «H». Alternativamente, un eje de transmisión de longitud fija puede realizar la función de una horquilla, mientras que la forma de la otra horquilla completa el control de la rueda. Esta configuración ha sido utilizada con éxito en el Jaguar IRS. En una vista en alzado, la suspensión es un enlace de 4 barras, y es fácil visualizar la variación del ángulo de caída (véase ángulo de caída) y de otros parámetros para un conjunto dado de cojinetes o de rótulas esféricas. Estas juntas no tienen por qué estar alineadas en ejes horizontales, paralelos a la línea de centro del vehículo. Su ajuste en un ángulo determinado permite regular el comportamiento de la suspensión con respecto a los giros de cabeceo y de alabeo.
En muchos coches de competición, los muelles y amortiguadores se ubican dentro de la carrocería. La suspensión utiliza una manivela para transferir las fuerzas desde el extremo de la suspensión al sistema de muelle y amortguador interno. Este dispositivo es conocido como «barra de empuje». Cuando la rueda sube, la barra comprime el muelle interno mediante un pivote o un sistema de pivotes. En el sistema opuesto, la «barra de tracción» tensa el muelle cuando la rueda se desplaza hacia abajo. Situar el muelle y el amortiguador en la carrocería aumenta la masa total de la suspensión, pero reduce la masa no suspendida, y también facilita que su diseño sea más aerodinámico.

## Ventajas y desventajas
La suspensión de doble horquilla proporciona a los ingenieros un mayor grado de libertad en el ajuste de los parámetros que regulan su comportamiento que otros sistemas. Es bastante sencillo calcular el efecto del desplazamiento de cada junta, así que la cinemática de la suspensión puede ser puesta a punto fácilmente, optimizándose el movimiento de las ruedas. También es fácil determinar las cargas a las que las diferentes partes serán sometidas, optimizándose el diseño de su sección y de su peso. También proporciona caída negativa durante toda la carrera de la suspensión, a diferencia del sistema MacPherson, en el que el valor de la caída negativa oscila considerablemente, pudiendo llegar a ser positiva para oscilaciones amplias.
En cambio,  puede requerir más espacio y es ligeramente más complejo que otros sistemas como el MacPherson. Debido al mayor número de componentes, requiere algo más de mantenimiento y es más pesado que un diseño MacPherson equivalente. En el otro lado de la escala,  ofrece menos posibilidades de diseño que el más costoso y complejo sistema de suspensión multibrazo.

## Historia
La suspensión de doble horquilla fue introducida en la década de 1930. El fabricante automovilístico francés Citroën utilizó este sistema desde 1934 en sus modelos Citroën Rosalie y Traction Avant. La compañía Packard lo utilizó en el Packard One-Twenty de 1935, anunciándolo como un elemento de seguridad. Durante aquella época el sistema MacPherson, utilizado en los trenes de aterrizaje, saltó de la tecnología aeronáutica a la industria del automóvil. Más adelante, hacia 1951, Ford decidió utilizarlo en coches de pequeña serie, como el Ford Consul y el Ford Zephyr. Así, el sistema de doble horquilla fue aplicado con anterioridad al sistema MacPherson en la historia del automóvil, y no existe ninguna relación entre la génesis de los dos sistemas.
El sistema de doble horquilla normalmente se considera que presenta características dinámicas superiores, así como una mayor capacidad de soportar grandes cargas, y por lo tanto generalmente se ha utilizado a lo largo de los años en coches deportivos y de competición. Entre las marcas en las que se puede encontrar esta suspensión figuran Alfa Romeo, Lancia, Maserati, Mercedes-Benz, MG y Pontiac. El Aston Martin DB7, el Rover 600, el Honda NSX y el Honda Prelude utilizan un infrecuente conjunto de suspensión de doble horquilla tanto delantero como trasero, desarrollado a partir de la experiencia en Fórmula 1 de Honda. La suspensión de brazos cortos y largos, un tipo de doble horquilla, es muy común en el eje delantero de coches de tamaño medio y grande, como el Honda Accord (reemplazado por el menos complejo y más barato sistema MacPherson a partir de 2013), Peugeot 407, Citroën C5, Peugeot 508 GT o Mazda 6/Atenza (igualmente sustituidos por suspensiones MacPherson puntales a partir de 2014). La doble horquilla también proporciona mayor estabilidad de la caída negativa en situaciones de oscilación brusca y de rebote.

## Suspensión de brazos cortos y largos
La suspensión de brazos cortos y largos  (en inglés: «short long arms suspension», «SLA») es también conocida como suspensión de doble horquilla de brazos desiguales. El brazo superior normalmente tiene forma de  «A», y es más corto que el inferior, con configuración en «A» o en «L», o a veces una pareja de barras de empuje/tracción. En este último caso, la suspensión se puede denominar multibrazo, o suspensión de doble junta esférica.
El mecanismo de cuatro barras formado por los brazos de longitudes desiguales posibilita la variación relativa de la caída negativa de la rueda cuando gira el vehículo, lo que contribuye a mantener la banda de rodadura del neumático paralela al firme, aumentando en definitiva la capacidad de giro del vehículo, reduciendo el desgaste del borde exterior de las cubiertas.
El sistema puede ser clasificado como de barra corta, en el que la rótula esférica superior está situada dentro de la rueda, o como de barra larga, en el que la barra se dobla para alcanzar la rótula esférica situada por encima del neumático.
Desventajas
El sistema de barra corta requiere cojinetes más rígidos para resistir los mayores esfuerzos de frenando y giro. También tienden a tener una geometría de pivotamiento más pobre, debido a la dificultad de alojar a la vez la junta esférica superior y los frenos dentro de la rueda.
Por su parte, el sistema de brazo largo tiende a tener una mejor geometría de pivotamiento, pero la proximidad de la barra curvada al neumático restringe la posibilidad de adoptar neumáticos sobredimensionados o cadenas para la nieve. La ubicación de la rótula esférica superior puede tener implicaciones estéticas en el diseño de la carrocería del vehículo en esa zona.
Requieren un cuidadoso ajuste de los topes de dirección, para evitar que el neumático roce con las barras de suspensión en el caso de oscilaciones verticales pronunciadas recorriendo curvas cerradas.